# Нгуен, Нам
Нам Нгуен (англ. Nam Nguyen; 20 мая 1998 года, Оттава) — канадский фигурист, выступавший в мужском одиночном катании. Чемпион мира среди юниоров (2014), двукратный чемпион Канады (2015, 2019), серебряный призёр этапа гран-при Skate Canada (2019), серебряный призёр (2020) и дважды бронзовый медалист (2017, 2018) канадского чемпионата.

## Личная жизнь
Нам Нгуен родился 20 мая 1998 в Оттаве в семье вьетнамских иммигрантов. С 1999 по 2012 год жил в Ричмонде и Бернаби (оба города находятся в Британской Колумбии), а затем переехал в Торонто.
Его отец — инженер, а мать работает в компании, разрабатывающей медицинское программное обеспечение. У Нгуена есть сестра Ким, которая моложе его на шесть лет. Учится в средней школе Норсвью (Норт-Йорк, провинция Онтарио). Сейчас живёт и тренируется в Сан-Хосе, (Калифорния, США).

## Карьера
В олимпийский сезон 2013/14 он выступал не совсем удачно. На канадском чемпионате он замкнул пятёрку лучших. Учитывая, что основные канадские фигуристы готовились к Олимпийским играм в Сочи на континентальный чемпионат в Тайбэй был отправлен второй канадский состав. Где выступал и Нам Нгуен, он оказался в десятке лучших. В марте Нгуен выступал на юниорском чемпионате мира и к удивлению многих он его уверенно выиграл.
После олимпийский сезон 2014/2015 годов канадский фигурист начал в октябре на домашнем турнире в Барри, где финишировал вторым. Он, неожиданно для многих специалистов, выиграл золотую медаль на национальном чемпионате и выступил на чемпионате четырёх континентов в Сеуле. При этом он выступил значительно хуже чем в прошлом году, не вошёл в десятку. На чемпионате мира Нгуен выступил напротив очень хорошо. В середине апреля на заключительном старте сезоне на командном чемпионате мира в Японии канадский фигурист выступил удачно в обеих видах программ.

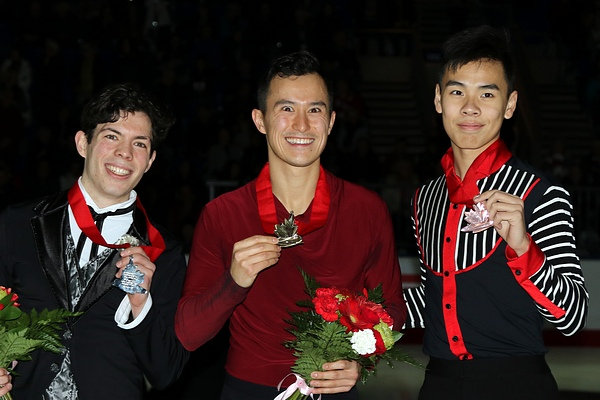
Нгуен на чемпионате Канады 2018 года (слева направо): Киган Мессинг, Патрик Чан и Нам Нгуен

Новый сезон 2015/16 Нгуен начал в дома на турнире Autumn Classic International, на котором он уступил лишь первое место Ханю; при этом он улучшил свои прежние спортивные достижения в сумме и короткой программе. Спортивные достижения в произвольной программе он улучшил в конце октября выступая на домашнем этапе серии Гран-при Skate Canada; где он занял пятое место. На этапе Гран-при в России фигурист выступил хуже. На национальном чемпионате в январе 2016 года Нгуен финишировал только четвёртым. Он не отобрался в сборную и был запасным. Незадолго до мирового чемпионата один из канадских одиночников отказался от участия в чемпионате из-за неготовности. Нгуен в Бостоне также выступил не совсем удачно и не смог выйти в финальную часть чемпионата. В конце апреля фигурист принял решение поменять тренера и перебрался в Калифорнию к Дэвиду Глынну.
Новый предолимпийский 2016/17 сезон канадский фигурист начал в США в середине сентября, где на турнире в Солт-Лейк-Сити занял пятое место. В середине октября канадский фигурист выступал на этапе Гран-при в Чикаго, где на Кубке Америки занял место в середине таблицы. В конце ноября он выступал на заключительном этапе Гран-при в Саппоро, где занял восьмое место. В конце января в Оттаве состоялся очередной национальный чемпионат, на котором Нам Нгуен не сумел создать конкуренцию ведущим канадским одиночникам, в итоге он финишировал с бронзовой медалью. В феврале фигурист выступал в Канныне на континентальном чемпионате, который он завершил в десятке. При этом были улучшены прежние достижения в произвольной программе.
Новый олимпийский сезон 2017/18 канадский фигурист начал дома в Монреале, где на турнире Autumn Classic International он финишировал в пятёрке. При этом улучшил свои прежние достижения в сумме и короткой программе. Через месяц он выступил в серии Гран-при на российском этапе, где фигурист финишировал в середине таблицы. Через три недели стартовал на японском этапе серии Гран-при, где финишировал в конце турнирной таблицы.
В начале 2018 года на национальном чемпионате он стал бронзовым призёром. Нгуен вместе с Киганом Мессингом были отправлены на Чемпионат мира в Милане, но из-за неудачного выступления в короткой программе, Нам не смог отобраться в произвольную программу и в итоге финишировал на 25-м месте.
20 мая 2022 года объявил о завершении спортивной карьеры.

## Программы
| Сезон     | Короткая программа | Произвольная программа                                                                                              | Показательные выступления                                                                                            |
| --------- | --- | --- | --- |
| 2021—2022 | - «White Legend» Икуко Каваи | - «Mi Mancherai» Джош Гробан хореография: Даниэль Роуз                                                              | - «Butter» BTS |
| 2020—2021 | - «Blues for Klook» Эдди Луис хореография: Мэри Анджела Лармер | - «Mi Mancherai» Джош Гробан хореография: Даниэль Роуз                                                              | |
| 2019—2020 | - «Blues for Klook» Эдди Луис хореография: Мэри Анджела Лармер | - «Come Together» - «Get Back» - «Let It Be» The Beatles хореография: Даниэль Роуз, Курт Браунинг                   | - «Runaway Baby» Бруно Марс                                                                                          |
| 2018—2019 | - «That's Life» Фрэнк Синатра хореография: Трейси Робертсон | - «La La Land» Джастин Гурвиц хореография: Трейси Робертсон, Курт Браунинг                                          | - «Runaway Baby» Бруно Марс - «Give Our Hearts Some Weight» Joel Ansett                                              |
| 2017—2018 | - «Somewhere Over The Rainbow» Joseph William Morgan | - «An American in Paris» Джордж Гершвин хореография: Дэвид Уилсон - «La strada» Нино Рота хореография: Дэвид Уилсон | |
| 2016—2017 | - «Love Me or Leave Me» Уолтер Дональдсон, Gus Kahn в исполнении Сэмми Дэвис-младший хореография: Дэвид Уилсон | - «An American in Paris» Джордж Гершвин хореография: Дэвид Уилсон                                                   | - «Writing's on the Wall» (из к/ф «007: Спектр») Сэм Смит                                                            |
| 2015—2016 | - «Sinner Man» Нина Симон хореография: Джеффри Баттл - «The Killing Fields»: - «Pran's Theme» - «Pran's Departure» - «The Trek» - «The Boy's Burial / Pran Sees the Red Cross» Майк Олдфилд хореография: Дэвид Уилсон | - «Passacaglia and Fugue in C minor» Иоганн Себастьян Бах хореография: Джеффри Баттл                                | - «My Funny Valentine» Фрэнк Синатра                                                                                 |
| 2014—2015 | - «Sinner Man» Нина Симон хореография: Джефри Баттл | - «La strada» Нино Рота хореография: Дэвид Уилсон                                                                   | - «My Funny Valentine» Фрэнк Синатра - «Does Anybody Really Know What Time It Is?» (из мюзикла «Чикаго») Robert Lamm |

## Спортивные достижения
| Соревнования                       | 11/12                        | 12/13                        | 13/14                        | 14/15                        | 15/16                        | 16/17                        | 17/18                        | 18/19                        | 19/20                        | 20/21                        | 21/22                        |
| Международные индивидуальные       | Международные индивидуальные | Международные индивидуальные | Международные индивидуальные | Международные индивидуальные | Международные индивидуальные | Международные индивидуальные | Международные индивидуальные | Международные индивидуальные | Международные индивидуальные | Международные индивидуальные | Международные индивидуальные |
| ---------------------------------- | ---------------------------- | ---------------------------- | ---------------------------- | ---------------------------- | ---------------------------- | ---------------------------- | ---------------------------- | ---------------------------- | ---------------------------- | ---------------------------- | ---------------------------- |
| Чемпионаты мира                    |                              |                              | 12                           | 5                            | 27                           |                              | 25                           | 16                           | С                            |                              |                              |
| Чемпионаты четырёх континентов     |                              |                              | 10                           | 11                           |                              | 8                            | 9                            | 10                           | 6                            |                              |                              |
| Этап Гран-при: Кубок Китая         |                              |                              |                              | 4                            |                              |                              |                              |                              |                              |                              |                              |
| Этап Гран-при: Skate America       |                              |                              |                              | 3                            |                              | 6                            |                              | 6                            |                              |                              | 8                            |
| Этапы Гран-при: Skate Canada       |                              |                              |                              |                              | 5                            |                              |                              | 5                            | 2                            |                              |                              |
| Этапы Гран-при: Кубок Ростелекома  |                              |                              |                              |                              | 7                            |                              | 7                            |                              | 5                            |                              |                              |
| Этапы Гран-при: NHK Trophy         |                              |                              |                              |                              |                              | 8                            | 10                           |                              |                              |                              | 10                           |
| Nebelhorn Trophy                   |                              |                              |                              |                              |                              |                              |                              |                              | 4                            |                              |                              |
| Autumn Classic International       |                              |                              |                              | 2                            | 2                            |                              | 5                            |                              |                              |                              | WD                           |
| US International Classic           |                              |                              |                              |                              |                              | 5                            |                              | 1                            |                              |                              |                              |
| Международные командные            |                              |                              |                              |                              |                              |                              |                              |                              |                              |                              |                              |
| Командные чемпионаты мира          |                              |                              |                              | 4                            |                              |                              |                              | 5                            |                              | 6                            |                              |
| Team Challenge Cup                 |                              |                              |                              |                              | 1                            |                              |                              |                              |                              |                              |                              |
| Национальные                       |                              |                              |                              |                              |                              |                              |                              |                              |                              |                              |                              |
| Чемпионаты Канады                  | 7                            | 6                            | 5                            | 1                            | 4                            | 3                            | 3                            | 1                            | 2                            | С                            | 6                            |
| Международные среди юниоров        |                              |                              |                              |                              |                              |                              |                              |                              |                              |                              |                              |
| Чемпионаты мира среди юниоров      | 13                           | 12                           | 1                            |                              |                              |                              |                              |                              |                              |                              |                              |
| Этапы юниорского Гран-при: Франция |                              | 9                            |                              |                              |                              |                              |                              |                              |                              |                              |                              |
| Этапы юниорского Гран-при: Латвия  | 12                           |                              |                              |                              |                              |                              |                              |                              |                              |                              |                              |
| Этапы юниорского Гран-при: Мексика |                              |                              | 4                            |                              |                              |                              |                              |                              |                              |                              |                              |
| Этапы юниорского Гран-при: Польша  |                              |                              | 16                           |                              |                              |                              |                              |                              |                              |                              |                              |
| Этапы юниорского Гран-при: Румыния | 3                            |                              |                              |                              |                              |                              |                              |                              |                              |                              |                              |
| Этапы юниорского Гран-при: Турция  |                              | 3                            |                              |                              |                              |                              |                              |                              |                              |                              |                              |